# چن تسو-لی
چن تسو-لی (انگلیسی: Chen Tsu-li؛ زادهٔ ۲۸ مهٔ ۱۹۳۳) بازیکن بسکتبال اهل تایوان است.
وی در مسابقات کشوری و بین‌المللی در مجموع برندهٔ ۲ مدال نقره شده‌است.